# Ebor
Ebor är en ort i Australien. Den ligger i kommunen Guyra och delstaten New South Wales, i den sydöstra delen av landet, omkring 400 kilometer norr om delstatshuvudstaden Sydney. Antalet invånare är 160.
Trakten runt Ebor är nära nog obefolkad, med mindre än två invånare per kvadratkilometer.. Närmaste större samhälle är Hernani, omkring 14 kilometer nordost om Ebor. 
I omgivningarna runt Ebor växer huvudsakligen savannskog. Genomsnittlig årsnederbörd är 1 380 millimeter. Den regnigaste månaden är januari, med i genomsnitt 314 mm nederbörd, och den torraste är oktober, med 6 mm nederbörd.